# Pedro Teixeira Albernaz

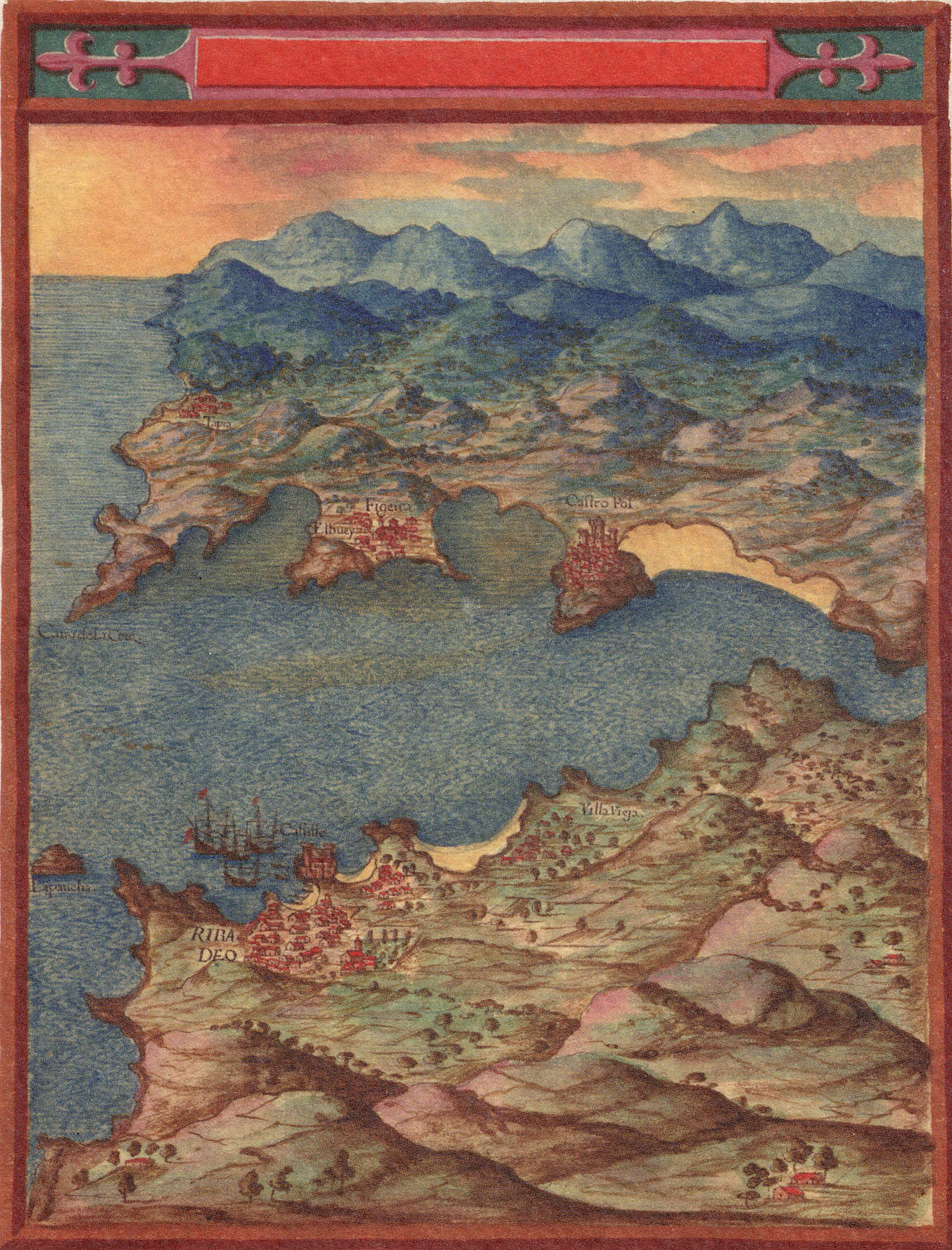
La Ria de l'Eo segons dibuix de Pedro Teixeira el 1634.

Pedro Teixeira Albernaz   (Lisboa, 1595 - Madrid, 13 d'abril de 1662) va ser un cartògraf portuguès nascut a Lisboa, al servei del rei Felip IV d'Espanya. El seu mapa de la ciutat i cort de Madrid és la seva obra més coneguda.

## Biografia
Va ser alumne del cartògraf João Baptista Lavanha, també d'origen portuguès, a la Reial Acadèmia de Matemàtiques de Madrid dirigida per Juan de Herrera. Provenia d'una família de cartògrafs com el seu pare Luís Teixeira, l'oncle Domingos Teixeira i el seu germà João Teixeira Albernaz I amb qui va col·laborar. Cap al 1610, Pedro va anar a treballar a Espanya. Pedro va ser el cosmògraf reial de Felip III d'Espanya (1598 -1621) i Felip IV (1621-1665). Els anys 1622 a 1630 va treballar en la cartografia de les costes de la península Ibèrica. Pedro va canviar les seves obres de cartes nàutiques a cartes de topografia topogràfica durant aquest període. Pedro va ser nomenat amb el seu germà per fer un mapa dels estrets de Magallanes i Sant Vicent. Pedro va morir el 1662 a Madrid.

## Treball

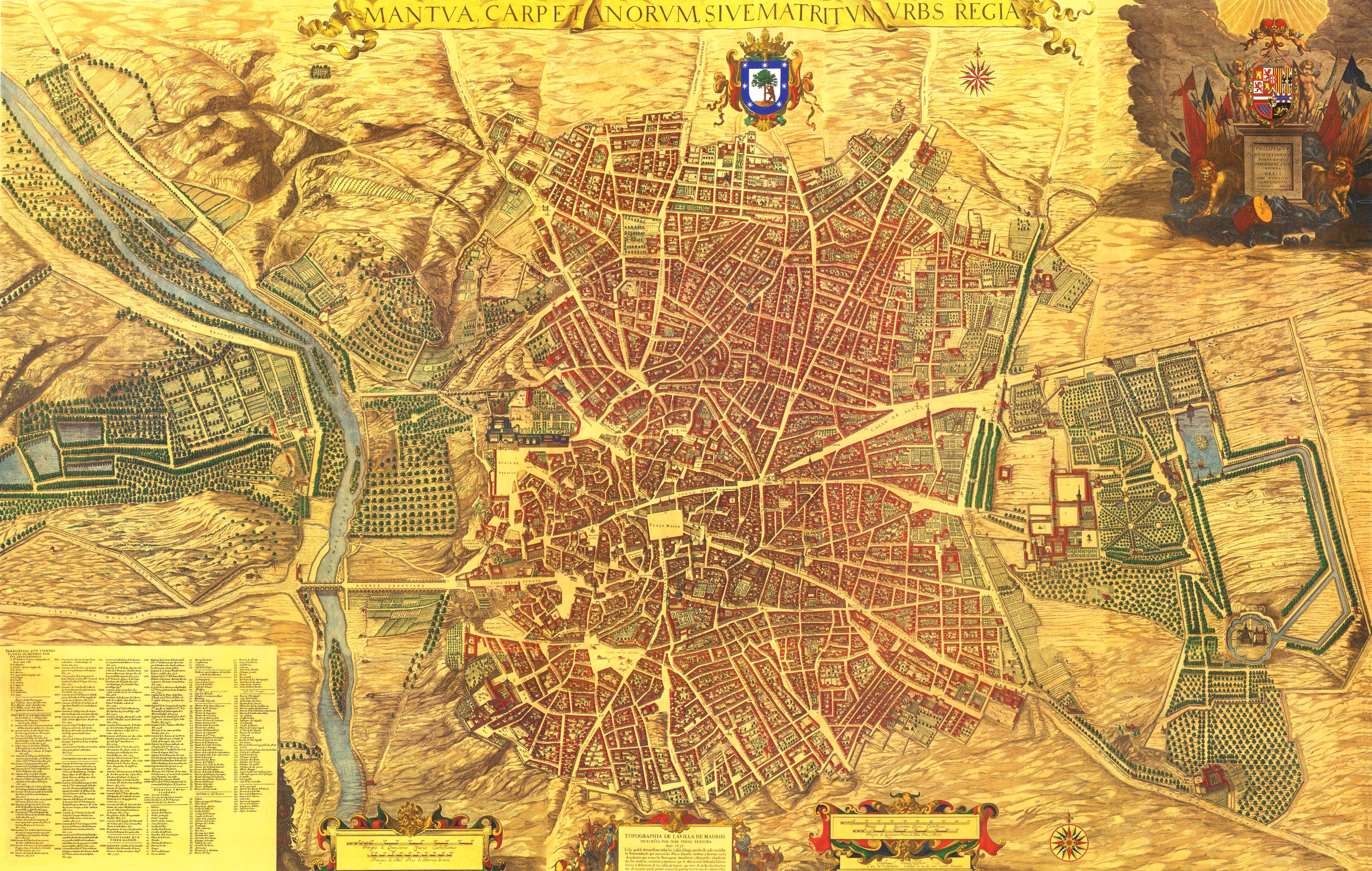
Plano de Madrid de Pedro Teixeira (1656) Mantua Carpetatorum sive Matritum Urbs Regia.

La seva obra més coneguda és Mantua Carpetatorum sive Matritum Urbs Regia (Madrid Ciudad Regia), un mapa de la ciutat i cort de Madrid. També anomenat " Mapa de Teixeira », va ser encarregat pel rei i acabat el 1656.
La seva obra de 1634 La descripción de España y de las costas y puertos de sus reinos es conserva a Viena. El mapa de Teixeira està format per vint folis individuals. Les plaques del mapa van ser gravades per Salomon Savery (1594–1665) a Amsterdam. Després van ser impresos per Jan i Jacques van Veerle a Anvers el 1656. Aquesta obra té sis peus d'alçada i més de nou d'ample i una bona representació d'una ciutat sota el domini dels Habsburg. El mapa i l'escriptura al llarg de la frontera mostren Espanya a l'altura del seu poder. L'obra també és un traçat molt acurat de la ciutat de l'època.

## Obres
- Carta dos Estreitos de S. Vicente e Magalhães (1621)
- La descripción de España y de las costas y puertos de sus reinos (1634)
- Topografía de Madrid (1656)
- Corral de la Cruz. Madrid (1656)
- El convento de la Trinidad Calzada de Madrid en el plano de Teixeira (1656)
- Corral del Príncipe. Madrid (1656)

## Pedro Teixeira (viatger)
Cal no confondre aquest Pedro Teixeira, cartògraf, amb un altre Pedro Teixeira (1570?-1610?), viatger portuguès, autor de Relaciones de Pedro Teixeira, d’el origen descendencia y succession de los Reyes de Persia y de Harmuz, y de un viage hecho por el mismo autore dende la India oriental e hasta Italia por tierra, Anvers : Hieronymo Verdussen, 1610. Probablement embarcat amb la flota índia el 1586 cap a Goa, després va marxar cap a Ormuz, on va romandre uns anys i va aprendre l'idioma persa. El 1600 va iniciar la tornada a Portugal via Mèxic on va arribat l'octubre de 1601, però de Mèxic va tornar a Goa el març de 1602 i finalment de Goa va retornar a Europa el 1604, passant pel golf Pèrsic i la vall de l'Eufrates. En arribar es va traslladar a Anvers.
Sobre aquest viatger portuguès, vegeu Universal Biography, Ancient and Modern, XLV, París, Michaud, 1826, “ TEXEIRA (PIERRE), historiador i viatger portuguès ".